# Hoya fuscomarginata
Hoya fuscomarginata är en oleanderväxtart som beskrevs av Nicholas Edward Brown. Hoya fuscomarginata ingår i släktet Hoya och familjen oleanderväxter. Inga underarter finns listade i Catalogue of Life.